# ほさかよう
ほさかよう（1981年3月23日 - ）は、日本の脚本家、演出家。京都府出身。血液型はB型。

## 略歴
2006年、演劇プロデュース・ユニット『空想組曲』を結成し主宰する。2007年には、Vol.3『小さなお茶会。』で佐藤佐吉賞・優秀脚本賞を受賞。
2010年、シナリオを担当したPSPゲーム『電撃のピロト〜天空の絆〜』が発売。また、保坂葉の名義で創英社より小説『僕らの声の届かない場所』を出版。
2015年4月から2017年末まで、トップコートに脚本家・演出家として在籍。現在は株式会社クリオネにクリエーターとして所属し、舞台などの脚本や演出に加え、ライブ演出、ラジオドラマ、作詞、映像脚本、ドラマターグ、ワークショップ講師などの活動を行っている。

## 主な活動履歴

### 舞台

#### 空想組曲の公演
| 公演                                              | 公演期間                        | 劇場                            | 主な出演者 |
| ------------------------------------------------- | ------------------------------- | ------------------------------- | --- |
| vol.1『白い部屋の嘘つきチェリー』                 | 2006年1月26日(木) - 1月29日(日) | シアターV赤坂                   | 有川マコト(絶対王様)、後藤飛鳥(五反田団)、山本卓(Afro13)、日栄洋祐(bird's-eye view)、篠崎たかし(POOL-5)、渡辺裕樹(MCR)、中村早千水(bird's-eye view)、中谷千絵(天然工房)、小宮山実花(サードステージ)、石澤美和(SQUASH)、浅野智、佐藤良幸 |
| vol.2『シャーベット・シェルター』                 | 2006年8月9日(水) - 8月13日(日)  | 明石スタジオ                    | 横塚真之助、多門優(THE SHMPOO HAT)、長峰稔氏枝(ペテカン)、山本卓(Afro13)、葛木英(メタリック農家)、亀岡孝洋(カムカムミニキーナ)、石澤美和(SQUASH)、紫村朋子 |
| vol.3『小さなお茶会。』                           | 2007年7月13日(金) - 7月17日(火) | 王子小劇場                      | 堀池直毅(少年社中)、生井景子(DMF)、中田顕史郎、森下亮(クロムモリブデン)、松崎史也(Afro13)、古市海見子(メタリック農家)、中谷千絵(天然工房)、紫村朋子、飯島俊介 ※当作品において佐藤佐吉演劇賞・優秀脚本賞（ほさかよう）受賞 |
| 番外公演『この世界にはない音楽』                  | 2007年12月5日(木) - 12月9日(日) | 新宿村LIVE                      | 中田顕史郎、紫村朋子、牛水里美(黒色綺譚カナリア派)、横塚真之介 |
| vol.4『僕らの声の届かない場所』                   | 2008年7月31日(木) - 8月4日(月)  | 王子小劇場                      | 狩野和馬(Innocent Sphere)、牛水里美(黒色綺譚カナリア派)、牧島進一(Studio Life)、齋藤陽介(ひょっとこ乱舞)、田口治、松崎史也(Afro13)、藤田美歌子(新宿芸能社)、石澤美和(SQUASH)、紫村朋子、中田顕史郎 |
| vol.5『遠ざかるネバーランド』                     | 2010年2月10日(水) - 2月14日(日) | 中野ザ・ポケット                | 武藤晃子、中村崇、齋藤陽介(ひょっとこ乱舞)、中田顕史郎、清水那保(DULL COLORED-POP)、奥田ワレタ(クロムモリブデン)、二瓶拓也(花組芝居)、石黒圭一郎(ゲキバカ)、小玉久仁子(ホチキス)、鶴町憲(お座敷コブラ)、尾崎宇内、橋本我矛威(ビタミン大使ABC)、横田有加 |
| vol.6『組曲「空想」』                             | 2010年6月16日(水) - 6月22日(火) | 下北沢OFF OFFシアター           | 保坂エマ(劇団☆新感線)、大塚秀記、島田雅之(DART’S)、西地修哉(726)、齋藤陽介、川田希(カニクラ)、こいけけいこ(リュカ.)、ハマカワフミエ(国道五十八号戦線)、林田沙希絵、中田顕史郎 【日替わりゲスト】狩野和馬(Innocent Sphere)、牧島進一(Studio Life)、有川マコト、小玉久仁子(ホチキス)、松崎史也(Afro13)、葛木英(ehon)、石黒圭一郎(ゲキバカ)                                               |
| vol.7『ドロシーの帰還』                           | 2011年2月23日(水) - 2月27日(日) | 赤坂レッドシアター              | 藤田記子(カムカムミニキーナ、good morning N°5)、川田希、井俣太良(少年社中)、久保貫太郎(クロムモリブデン)、二瓶拓也(花組芝居)、小玉久仁子(ホチキス)、齋藤陽介、佐藤滋、北村圭吾、梅舟惟永(ろりえ)、小野川晶(虚構の劇団)、中田暁良(ミームの心臓)、中田顕史郎 |
| vol.8『深海のカンパネルラ』                       | 2012年4月15日(日) - 4月22日(日) | 赤坂レッドシアター              | 多田直人(キャラメルボックス)、篤海、古川悦史、川田希、二瓶拓也(花組芝居)、石黒圭一郎(ゲキバカ)、小玉久仁子(ホチキス)、牛水里美(黒色綺譚カナリア派)、渡邊とかげ(クロムモリブデン)、鶴町憲、内山正則、上田理絵、中田顕史郎 |
| vol.9『組曲「回廊」』                             | 2012年7月19日(木) - 7月29日(日) | 下北沢OFF OFFシアター           | 武藤晃子、川田希、狩野和馬(Innocent Sphere)、小玉久仁子(ホチキス)、民本しょうこ、和知龍範、鶴町憲、櫻井圭登、中田顕史郎 【日替わりゲスト】牛水里美(黒色綺譚カナリア派)、藤尾姦太郎(犬と串)、有川マコト、関戸博一(Studio Life)、登米裕一(キリンバズウカ)、佐々木香与子・富貴子(東京ネジ)、堀越涼(花組芝居)、清水那保、葛木英、石黒圭一郎(ゲキバカ)                                      |
| vol.10『虚言の城の王子』                          | 2013年3月3日(日) - 3月10日(日)  | 吉祥寺シアター                  | 加藤良輔、植田圭輔、渡辺和貴、川田希、二瓶拓也(花組芝居)、堀池直毅(少年社中)、小野川晶(虚構の劇団)、こいけけいこ、鶴町憲、上田理絵(A-LIGHT)、中田顕史郎、大森美紀子(キャラメルボックス) |
| vol.11『組曲 空想』                               | 2013年7月6日(土) - 7月28日(日)  | シアター風姿花伝                | 高瀬哲朗(文学座)、古川悦史(劇団HOBO)、堀越涼(花組芝居)、村上耕平、内藤大希、松本紀保、川田希 、こいけけいこ(キリンバズウカ)、葛木英(クロムモリブデン)、横山加奈子 【日替わりゲスト】中田顕史郎、牛水里美(黒色綺譚カナリア派)、加藤良輔、荒木健太朗(Studio Life)、小野川晶(虚構の劇団)、小玉久仁子(ホチキス)、植田圭輔、石澤美和、平沼紀久、粟根まこと(劇団☆新感線)、加納幸和(花組芝居) |
| 番外公演vol.1『女王の盲景』                       | 2014年1月8日(水) - 19日(日)     | シアター風姿花伝                | 和田琢磨、鍛治本大樹(キャラメルボックス)、小玉久仁子(ホチキス)、青木志穏、大門伍朗 |
| 番外公演 不揃いカトラリーシリーズ『無意味な花園』 | 2014年9月2日(火) - 7日(日)      | サンモールスタジオ              | 松本紀保、西井幸人、趣里、瀧川英次(七里ヶ浜オールスターズ) |
| LAUSU×空想組曲『眠れない羊』                      | 2014年12月10日(水) - 23日(火)   | CBGKシブゲキ!! 札幌かでるホール | 町田慎吾、和田琢磨、川村進(無名塾)、森下亮(クロムモリブデン)、二瓶拓也(花組芝居)、郷本直也、野口卓磨、萩原利久、廣川三憲(ナイロン100℃) |
| 空想組曲vol.12『小さなお茶会。』                  | 2015年12月5日(土) - 13日(日)    | CBGKシブゲキ!!                  | 桑野晃輔、町田慎吾、原田樹里(演劇集団キャラメルボックス)、八坂沙織、こいけけいこ(キリンバズウカ)、小玉久仁子(ホチキス)、勧修寺保都、今井隆文(劇団プレステージ)、有馬自由(扉座) 、家納ジュンコ(サモ・アリナンズ) |
| 空想組曲vol.13 変則短篇集「 組曲『遭遇』」        | 2016年12月7日(水) - 14日(水)    | サンモールスタジオ              | 小西成弥、鍛治本大樹（演劇集団キャラメルボックス）、久保貫太郎（クロムモリブデン）、岡田あがさ、小野川晶（虚構の劇団）、家納ジュンコ（サモ・アリナンズ）、中田顕史郎、※日替りゲストあり |
| 空想組曲vol.14「どうか闇を、きみに」              | 2017年2月16日(木) - 19日(日)    | 東京芸術劇場 シアターイースト   | 三浦涼介・内藤大希・山下容莉枝 |

#### その他の主な公演
| 公演                                                                         | 参加       | 公演期間                                                                      | 劇場                                                               | 主な出演者など |
| ---------------------------------------------------------------------------- | ---------- | ----------------------------------------------------------------------------- | ------------------------------------------------------------------ | --- |
| G-up presents vol.1『金魚鉢のなかで』                                        | 脚本・演出 | 2004年10月6日 - 10月11日                                                      | シアターVアカサカ                                                  | 伊達暁(阿佐ヶ谷スパイダース)、武藤陶子(TEAM 発砲 B・ZIN)、中坪由起子、林真也(遊気舎)、広澤草、有川マコト(絶対王様) |
| G-up presents vol.3『Deep Forest』                                           | 脚本       | 2005年5月25日 - 6月5日                                                        | 新宿スペース107                                                    | 演出・板垣恭一、楠見薫、細見大輔、新谷真弓、井上チャル、川淵良和、山中崇、小橋川健治、松嶋亮太、伴美奈子 |
| G-up presents vol.5『アリスの愛はどこにある』                                | 脚本       | 2006年4月4日 - 4月8日                                                         | 新宿FACE                                                           | 演出・板垣恭一、楠見薫、新谷真弓(ナイロン100℃)、高木稟、小林健一(動物電気)、桑原裕子(KAKUTA)、森岡弘一郎(無名塾)、辰巳智秋(ブラジル)、瀧川英次(七里ヶ浜オールスターズ)、多根周作(ハイリンド)、中谷千絵(天然工房)、桜子、小宮山実花、田中あつこ(バジリコ・F・バジオ)、弓削智久 |
| 武藤晃子プロデュース「むーとぴあ」 VOL.1 『この世界にはない音楽』            | 脚本       | 2009年2月4日 - 2月10日                                                        | 新宿シアターモリエール                                             | 演出・斎藤栄作(LEMON LIVE)、武藤晃子、西川浩幸(キャラメルボックス)、澤田育子(拙者ムニエル)、富岡晃一郎、我善導(WAHAHA本舗) |
| る・ひまわりプロデュース 『遠ざかるネバーランド』                            | 脚本       | 2011年5月3日 - 5月5日                                                         | 青山円形劇場                                                       | 演出・北澤秀人、村井良大、下宮里穂子、佐藤永典、二瓶拓也(花組芝居)、井深克彦、佐藤貴史、阿諏訪泰義(うしろシティ)、宮本奈津美、鬼塚俊秀、川田希、杉山薫、武藤晃子、IZAM |
| 音楽劇『天使のダイアリー』                                                   | 脚本       | 2012年3月24日 - 4月1日                                                        | 浜離宮朝日ホール                                                   | 冴木杏奈、川久保拓司、井上尚子、浅井眞理(ヴァイオリン)、田中愛(チェロ) |
| る・ひまわりプロデュース 『桜の森の満開の下』                                | 脚本       | 2012年7月13日 - 16日                                                          | スパイラルホール                                                   | 作：坂口安吾、演出：北澤秀人、平野良、標 永久、小林健一、澤田育子、雪中梨世、樹里咲穂 |
| ライズ・プロデュース『眠れない羊』                                           | 脚本・演出 | 2012年12月5日 - 9日                                                           | ウエストエンドスタジオ                                             | 小野健太郎、牧島進一、鍛治本大樹、川村進、森下亮、向山毅、廣川三憲 |
| 舞台『不毛会議』                                                             | 演出       | 2013年1月9日 - 15日                                                           | CBGKシブゲキ!!                                                     | 作・なるせゆうせい、畑中智行、柄本時生、浜尾京介、宮下雄也、玉城裕規、阪田瑞穂、松雪オラキ、渡辺大輔 |
| 音楽劇『天使のダイアリーII』                                                 | 脚本       | 2013年4月26日 - 4月28日                                                       | ヤクルトホール                                                     | 冴木杏奈、辻本祐樹、井上尚子 |
| 東京ハートブレーカーズ 『サイレント・フェスタ』                              | 脚本・演出 | 2013年4月25日 - 29日                                                          | 吉祥寺STAR PINE'S CAFE                                             | 粟根まこと、みのすけ、岡田達也、曽世海司、萩野崇、上山竜司、西山宏幸、須貝英、石川よしひろ、首藤健祐 |
| 『超絶☆歌劇団2013』                                                          | 脚本・演出 | 2013年11月2日 - 9日                                                           | DDD青山クロスシアター                                              | 原案・てらりすと、音楽・作詞・新良エツ子、作曲・和田俊輔、SUPER☆GiRLS |
| CLIEプロデュース『うさぎレストラン』                                         | 脚本・演出 | 2014年2月19日 - 24日                                                          | 六行会ホール                                                       | 原作・ののか、玉城裕規、鳥越裕貴、浦上晟周、桑野晃輔、久保貫太郎、二瓶拓也、佐藤貴史、寿里、内田春菊 |
| ENBUゼミナール『組曲 演習』                                                  | 脚本・演出 | 2014年3月26日 - 27日                                                          | シアター風姿花伝                                                   | |
| 劇団プレステージ第7回公演 『ボーンヘッド・ボーンヘッダー』                   | 演出       | 2014年4月18日 - 29日                                                          | CBGKシブゲキ!!                                                     | 作・福田晶平、猪塚健太、今井隆文、岩田玲、太田将熙、大村学、風間由次郎、春日由輝、株元英彰、小池惟紀、向野章太郎、坂田直貴、園田玲欧奈、高頭祐樹、高橋秀行、原田新平、平埜生成、山下銀次                                                                                      |
| る・ひまわりプロデュース『ぼくらの図書室3』                                  | 脚本       | 2014年5月3日 - 6日                                                            | (東京)銀座ブロッサムホール (大阪)シアター・ドラマシティ            | 演出・板垣恭一、三上真史 他 |
| 演劇集団キャラメルボックス 『太陽の棘 彼はなぜ彼女を残して旅立ったのだろう』 | 脚本       | 2014年12月10日 - 24日                                                         | サンシャイン劇場                                                   | 演出・成井豊、鍛治本大樹 |
| 『超絶☆歌劇団2015』 〜SUPER☆WORLD RETURNS〜                                  | 脚本・演出 | 2015年2月11日 - 15日                                                          | DDD青山クロスシアター                                              | SUPER☆GiRLS |
| る・ひまわりプロデュース 『遠ざかるネバーランド』                            | 脚本・演出 | 2015年3月11日 - 15日                                                          | 東京芸術劇場 シアターウエスト                                      | 松田凌、矢田悠祐、横田美紀、二瓶拓也、小野川晶、小西成弥、小玉久仁子、川本成(時速246億)、荒木健太朗、林剛史、時東ぁみ、平田敦子、松村雄基 |
| 劇団プレステージ第10回公演 『Have a good time?』(再演)                       | 演出       | 2015年8月8日 - 23日                                                           | (大阪)森ノ宮ピロティーホール (東京)紀伊国屋サザンシアター          | 脚本・福島カツシゲ、劇団プレステージ |
| CLIE ミュージカル『八犬伝』                                                  | 脚本       | 2015年8月14日 - 23日                                                          | シアターサンモール                                                 | 演出・浅井さやか(One on One) 坂口湧久、北村諒、前内孝文、畠山遼、田上真里奈、石渡真修、三上俊 |
| 浪漫活劇譚『艶漢』                                                           | 脚本・演出 | 2016年3月30日 - 4月3日                                                        | シアターサンモール                                                 | 櫻井圭登、末原拓馬、三上俊、田上真里奈、林野健志、羽場涼介、小槙まこ、堀越涼、伊崎龍次郎、倉貫匡弘 |
| 『インナーワールド エボリューション』                                        | 脚本       | 2016年4月30日 - 6月5日                                                        | (東京)博品館劇場 (名古屋)東文化小劇場                              | 演出・葛木英、主演・冴木杏奈、和田琢磨、井上尚子 |
| 劇団プレステージ第11回本公演「リサウンド〜響奏曲〜」                         | 脚本・演出 | 2016年9月2日 - 18日                                                           | CBGKシブゲキ!!                                                     | 今井隆文、岩田 玲、大村 学、春日由輝、株元英彰、城築 創、小池惟紀、向野章太郎、坂田直貴、園田玲欧奈、髙頭祐樹、高橋秀行、長尾卓也、原田新平 |
| アヒルと鴨のコインロッカー                                                   | 脚本・演出 | 2016年9月14日 - 9月19日                                                       | ポケットスクエア ザ・ポケット                                      | 多田直人、清水由紀、細貝圭、山田ジェームス武、実川貴美子、馬渕史香、渡邊りょう、免出知之、土井玲奈、首藤健祐 |
| CLIE ミュージカル『八犬伝 〜東方八犬異聞〜』                                 | 脚本       | 2016年11月23日 - 27日                                                         | 全労済ホール スペース・ゼロ                                        | 演出・浅井さやか(One on One) 坂口湧久、松村龍之介、前内孝文、畠山遼、田上真里奈、三上 俊 |
| Yè -夜-                                                                      | 脚本・演出 | 2017年4月5日 - 9日                                                            | 東京芸術劇場シアターウエスト                                       | 北村 諒、松村龍之介、谷口賢志、平田裕香 |
| 厨病激発ボーイ                                                               | 脚本・演出 | 2017年6月8日 - 18日                                                           | CBGKシブゲキ!!                                                     | 大平峻也、金井成大、有澤樟太郎 |
| 劇団シャイニング『マスカレイドミラージュ』                                   | 脚本・演出 | 2017年9月28日 - 10月8日                                                       | (東京)AiiA 2.5 Theater Tokyo (大阪)新神戸オリエンタル劇場          | 窪寺昭、堀池直毅、岸本卓也、関戸博一 |
| 浪漫活劇譚『艶漢』第二夜                                                     | 脚本・演出 | 2017年12月13日 - 17日                                                         | 俳優座劇場                                                         | 櫻井圭登、末原拓馬、三上俊、田上真里奈、林野健志、村田恒、加藤良輔 |
| ASPイッツフォーリーズ公演 ミュージカル『遠ざかるネバーランド』               | 脚本       | 2018年3月28日 - 4月1日                                                        | 俳優座劇場                                                         | 演出・北澤秀人、井上花菜、木内健人、滝浦光一、嶋田真、小原悠輝、柴原直樹、戸塚梨、新貝紋加、他 |
| る・ひまわり 舞台『白痴』                                                    | 脚本・演出 | 2018年3月28日 - 4月1日                                                        | CBGKシブゲキ!!                                                     | 小早川俊輔、佐伯亮、中村龍介、碕理人、二瓶拓也、谷戸亮太、熊手萌、加藤啓／木ノ本嶺浩 |
| SP/ACE=project『アリスの愛はどこにある』                                     | 脚本       | 2018年4月25日 - 29日                                                          | 新宿シアターモリエール                                             | 演出監修:松崎史也、演出:浅倉祐太、古泉千里、村田恒、田口涼 他 |
| 『インナー ワールド エボリューションII』                                     | 脚本       | 2018年5月2日 - 18日                                                           | (東京)三越劇場 (広島)JMSアステールプラザ (愛知)東文化小劇場        | 演出・堀越涼、監修・葛木英、主演・冴木杏奈、伊崎龍次郎、林野健志、堀越涼、井上尚子、他 |
| 劇団番町ボーイズ☆『眠れない羊〜番町ボーイズ☆の場合〜』                       | 脚本・演出 | 2018年5月16日 - 20日                                                          | 恵比寿エコー劇場                                                   | 安井一真、二葉勇、籾木芳仁、砂原健佑、木原瑠生、千綿勇平、織部典成 、糸川耀士郎、大内厚雄 |
| 舞台『アニドルカラーズ！キュアステージ〜シリウス学園編〜』                   | 脚本・演出 | 2018年6月30日 - 7月8日                                                        | シアターGロッソ                                                    | 辻諒・阿部快征・岸本勇太・樋口裕太・登野城佑真・小林涼・植田慎一郎・石渡真修・田村心・田中晃平・白石康介 他 |
| 「劇団シャイニング from うたの☆プリンスさまっ♪『ポラリス』」                 | 脚本・演出 | 2018年9月13日 - 10月8日                                                       | アイアシアタートーキョー 梅田芸術劇場 シアター・ドラマシティ       | 松村龍之介・山川宗一郎・横井翔二郎・石渡真修・和泉宗兵・柏木佑介 |
| project K『僕らの未来』                                                      | 脚本・演出 | 2018年12月6日 - 23日                                                          | 品川プリンスホテルクラブeX 大阪ビジネスパーク円形ホール            | 加藤和樹、鎌苅健太、河合龍之介、なだぎ武、吉高志音 |
| 舞台『逆転裁判 -逆転の GOLD MEDAL-』                                         | 演出       | 2019年1月16日 - 21日                                                          | シアター1010                                                       | 加藤将、中村麗乃、小波津亜廉、友常勇気、鈴木雅也、反橋宗一郎、花奈澪、久下恵美 |
| 浪漫活劇譚『艶漢』第三夜                                                     | 脚本・演出 | 2019年4月20日 - 29日                                                          | シアターサンモール                                                 | 櫻井圭登、末原拓馬、三上俊、他 |
| 『インナー ワールド エボリューションIII』                                    | 脚本       | 2019年4月29日 - 5月6日                                                        | 博品館劇場 松下IMPホール JMSアステールプラザ中ホール               | 演出葛木英、主演・冴木杏奈 |
| 『ここはグリーン・ウッド』                                                   | 脚本・演出 | 2019年7月19日 - 28日                                                          | 東京都 天王洲 銀河劇場                                             | 小西成弥、大平峻也、影山達也、長妻怜央、他 |
| "ゲーム×演劇"舞台『ゲームしませんか?』                                       | 演出       | 2019年10月30日 - 11月4日                                                      | スペース・ゼロ                                                     | 脚本：吹原幸太 杉江大志、吉田綾乃クリスティー、三浦海里、美津乃あわ、前田隆太朗、中村朱里、亀井有馬、宮下雄也、オラキオ、佐古井隆之、久ヶ沢徹 |
| 町田と佐藤、あとほさか。『溶けてゆく弟』                                     | 脚本・演出 | 2019年11月27日 - 12月3日                                                      | シアター711                                                        | 佐藤永典、町田慎吾 |
| 『インナー ワールド エボリューションIＶ』                                    | 脚本       | 2019年11月28日 - 12月7日                                                      | (東京)日経ホール (広島)広島市西区民文化センター                    | 演出葛木英、主演・冴木杏奈 |
| 浪漫活劇譚『艶漢』第四夜                                                     | 脚本・演出 | 2020年2月16日 - 3月1日                                                        | シアターサンモール                                                 | 櫻井圭登、末原拓馬、三上俊、他 |
| 舞台『魔法使いの約束』第1章                                                  | 演出       | 2021年5月14日 - 5月30日                                                       | 天王洲 銀河劇場                                                    | 魔法使いの約束#登場人物 |
| 舞台『魔法使いの約束』第2章                                                  | 演出       | 2021年11月5日 - 11月21日                                                      | 天王洲 銀河劇場                                                    | |
| 舞台『魔法使いの約束』第3章                                                  | 演出       | 2022年4月29日 - 5月22日                                                       | (東京)天王洲 銀河劇場 (愛知)アイプラザ豊橋 (京都)京都劇場          | |
| 舞台「リコリス・リコイル」                                                   | 脚本       | 2023年1月7日 - 1月15日                                                        | 天王洲 銀河劇場                                                    | 河内美里、本西彩希帆、他 |
| 舞台『魔法使いの約束』祝祭シリーズ Part1                                     | 演出       | 2023年2月17日 - 3月5日                                                        | 天王洲 銀河劇場                                                    | 魔法使いの約束#登場人物 |
| 「『Dancing☆Starプリキュア』The Stage」                                      | 脚本・演出 | (東京)2023年10月28日 - 11月5日 (大阪)2023年11月10日 - 11月12日 2025年2月・3月 | (東京)品川プリンスホテル ステラボール (大阪)サンケイホールブリーゼ | 『Dancing☆Starプリキュア』The Stage#登場人物 |
| 明治モダン歌劇『恋花幕明録〜前日譚〜』                                       | 脚本・演出 | (東京)2024年2月8日 - 2月18日 (兵庫)2024年2月23日 - 2月25日                    | (東京)IMM THEATER (兵庫)AiiA 2.5 Theater Kobe                      | |

### テレビドラマ
- 連続ドラマ『ひぐらしのなく頃に』脚本（BSスカパー!、2016年5月放送開始）[23]

### ラジオドラマ
- 『セタガヤ・ストリートストーリー』脚本（世田谷FM、2007年1月 - 9月）

### ライブ
- 『ひぐうみライブ4th LIVE』演出（渋谷MUSIC DUO、2011年5月）

### ゲームシナリオ
- PSPゲーム『電撃のピロト〜天空の絆〜』（2010年1月、ベストメディア）
- 『神様しばい』神的ドラマCD“THE FIRST ACT”（Webラジオ“ガルスマ”、2019年5月29日発売） - 劇中劇の戯曲

### 小説
- 僕らの声の届かない場所（2010年7月、創英社）ISBN 978-4434146152

### 連載
- シアターガイド「わたしの今月」（2016年9月号より半年間）

## 空想組曲
- 脚本・演出家のほさかようを中心に結成された演劇プロデュース・ユニット。「ものがたるものがたり」をキーワードに、少女漫画のようなファンタジーでありながらリアルをつきつける「ダークファンタジー」、練り上げられた時間軸の脚本を舞台美術により空間演出する「スクランブルミステリー」の作風を柱としてる。[5][6][24]。空想組曲vol.14『どうか闇を、きみに』(2017年)ではテイストを一転、「闇」を極端に研ぎ澄まし「恐怖」にフォーカスした超ダークストーリーを描いた[25]。
- 所在地：東京都
- 設立：2006年